# Chicago Area Project

Logo de l'association.

Le Chicago Area Project (CAP) est une association de prévention de la délinquance juvénile basée à Chicago. L'association existe depuis le début du XXe siècle. Le projet a été fondé par Clifford R. Shaw. En 2009, son directeur exécutif était David E. Whittaker.
Il est considéré comme le premier programme de prévention de la délinquance juvénile communautaire.
Le projet a été lancé pour combattre la délinquance de "Russell Square", un quartier du South Side de Chicago (les quartiers sud), au cours des décennies 1930 et 1940.

## À propos
(septembre 2017).
En 1934, Clifford Shaw, un sociologique de l'Université de Chicago, crée le Chicago Area project. Le Chicago Area Project tente de résoudre les problèmes locaux, tels que la violence des gangs, la consommation de drogues et le chômage. La démarche du Chicago Area Project est d'arrêter la délinquance en appelant les habitants du quartier à s'engager dans une démarche de développement communautaire.
Chicago Area Project compte 40 organisations, en plus des projets ponctuels. Tous ont pour but d'aider au développement de projets communautaires. Les associations du Chicago Area Project, les partenaires alliés et les projets ponctuels, sont tenus par les habitants des quartiers défavorisés des zones urbaines de Chicago, et de l'Illinois. Ils offrent différents services d'accompagnement, d'apprentissage et d'aide. Toutes les associations affiliées sont indépendantes et se focalisent sur un point spécifique des besoins de la population locale, déterminé par les dirigeants. Le Chicago Area Project est partenaire d'associations locales comme nationales. Les associations proposent des programmes pour aider les jeunes à se qualifier et à apprendre auprès de jeunes adultes.
Le Chicago Area Project utilise une approche en trois temps, pour contrer la délinquance et traiter ses causes, grâce à des services directs et une approche communautaire. Le Chicago Area Project permet à un groupe diversifié d'acteurs communautaires d'améliorer l'environnement du quartier, de réduire les comportements anti-sociaux chez les jeunes adultes et d'offrir aux enfants et aux jeunes des modèles pour leur propre développement. En raison de son engagement continu et de ses nombreux projets implantés, le Chicago Area Project a contribué à changer le développement des communautés de travailleurs, de la justice pour enfants et de la protection infantile. Le Chicago Area Project aide aussi les associations locales et les jeunes adultes dans leurs démarches de demande de subventions.

## Histoire
Clifford Shaw croyait fermement que la délinquance juvénile à Chicago avait pour cause les mauvaises conditions de vie des jeunes. Plusieurs sociologues célèbres de l'Université de Chicago et le Centre de recherche de l'Illinois sur la délinquance juvénile lui apportaient leurs supports. Il était sceptique sur le suivi psychologique individuel des délinquants et sur les explications psychologiques à la délinquance. C'est pourquoi il a créé le PAC comme une organisation communautaire. Shaw a aussi travaillé avec d'autres organisations déjà existantes, telles que l'Église Catholique du quartier Polonais de Russell Square.
Initialement, les programmes du Chicago Area Project avaient trois formes prédominantes. La première était d'organiser des loisirs, en sponsorisant des clubs d'athlétisme. La deuxième, d'améliorer l'environnement du quartier. La Russell Square Community Committee (RSCC) avait créé un camp d'été et organisé un nettoyage du Russell Square Park. Enfin, il s'agissait d'aider les délinquants. Les travailleurs du centre organisaient des séances d'aides informelles pour les jeunes membres des gangs. Les travailleurs collaboraient avec la police et des professeurs lorsque des jeunes avaient des problèmes à l'école ou étaient arrêtés. En outre, quand les jeunes du quartier se retrouvaient au tribunal, le Chicago Area Project les supervisait.
En 1930, il n'y avait que trois groupes communautaires. Leur nombre s'élevait à 80 dans les années 1960. Dans la plupart des quartiers, les populations afro-américaines et hispaniques ont succédé aux populations d'origine européenne. Le Chicago Area Project a toujours été un puissant outil d'organisation communautaire.